# Sanson (Benin)
Sanson è un arrondissement del Benin situato nella città di Tchaourou (dipartimento di Borgou) con 12.834 abitanti (dato 2006).